# 麥克洛斯 (堪薩斯州)
麥克洛斯（英語：McLouth）是一個位於美國堪薩斯州傑佛遜縣的城市。

## 地方資料
根據2020年美國人口普查的數據，麥克洛斯的面積為1.50平方千米，當中陸地面積為1.49平方千米，而水域面積為0.01平方千米。當地共有人口859人，而人口密度為每平方千米572.67人。